# Slanica
Slanica je nasičena ali skoraj nasičena vodna raztopina soli, običajno natrijevega klorida.
Uporablja se za konzerviranje zelenjave, sira in mesa, pa tudi v večjih hladilnih sistemih, kjer se uporablja kot medij za prenos toplote iz prostora v prostor. Dodatek soli v vodo precej zniža tališče raztopine, zato lahko z relativno enostavnim ukrepom bistveno izboljšamo učinkovitost hladilnega procesa. Pri 23,3-% koncentraciji natrijevega klorida se tališče raztopine zniža na −21 °C, pri isti koncentraciji kalcijevega klorida pa na −40 °C.